# Religiões do Oriente
Religiões do Extremo Oriente (também designadas Religiões do Oriente, no contexto da Ásia oriental) é um termo de sentido orientalista usado na cultura ocidental para descrever um conjunto de práticas e credos dos povos do Extremo Oriente, resultante da sobreposição do conceito de religião, específico da cultura cristã ocidental, a essas práticas e credos. As chamadas religiões do Extremo Oriente incluem o hinduísmo, o budismo, o taoísmo, o confucionismo e o xintoísmo..

## Evolução do conceito
O significado do termo "religião", com origem na palavra latina religio, e que atualmente se entende como um sistema de crenças incorporado por uma comunidade, sofreu um processo de transformação ao longo dos tempos. O seu significado começou por ser equivalente ao de "piedade", na tradição europeia onde se desenvolveu. Apenas depois dos ânimos dos grandes reformadores terem arrefecido nas disputas teológicas abstratas do século XVII, a noção de religião enquanto sistema de crenças começou a se desenvolver.
A essa noção juntou-se o conceito das populações humanas que professam essas doutrinas, de modo que, no século XVIII, as "religiões" eram entendidas como sistemas de crenças alternativos, incorporados em várias comunidades mutuamente exclusivas ideologicamente. O século XIX trouxe uma dimensão histórica à questão e à percepção dos fenómenos hoje chamados de islamismo, hinduísmo, cristianismo, budismo etc., como organismos complexos, cada qual com sua longa história, que os académicos dos séculos XIX e XX estudaram e detalharam em todas as suas crescentes particularidades.
Como parte dessa visão histórica, os cristãos ocidentais habitualmente eram forçados a inventar um nome para as religiões a partir das quais esperavam converter os outros povos do mundo. "Hinduismo" e "budismo", por exemplo, são termos de origem ocidental para descrever a vida religiosa da Índia e aqueles que são profundamente influenciados, respectivamente, pelos Vedas e por Buda.
Os viajantes ocidentais ficavam muitas vezes desconcertados ao descobrir que na China uma pessoa podia "pertencer" a três religiões ao mesmo tempo - confucionismo, budismo e taoismo - e apenas gradualmente começavam a perceber que os chineses não as viam, de acordo com a óptica ocidental, como religiões alternativas, mas como algo mais semelhante a três campos de força interpenetrantes da vida religiosa chinesa. As evidências mostram que no Oriente os povos nunca aplicaram naturalmente o conceito de religião, com o seu nome próprio, à sua fé, e mesmo a tradição cristã ocidental apenas começou a ser tratada dessa forma com o surgimento do ceticismo e da descrença no período moderno.

## Galeria de Fotos

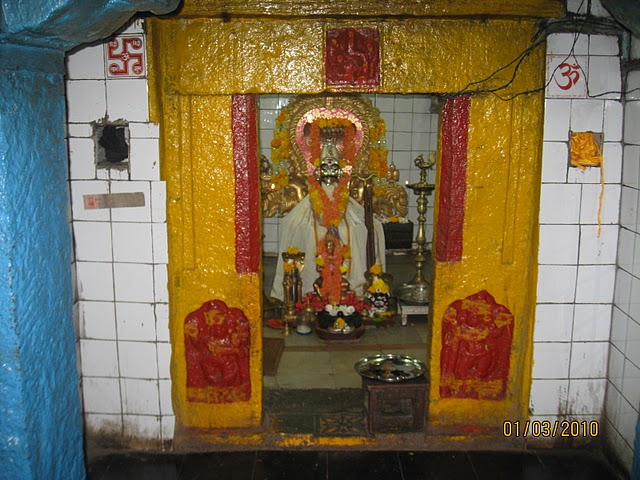
Templo dedicado à entidade Brahmam.
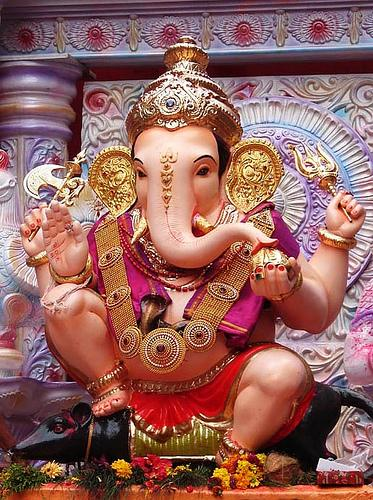
Estátua de Lord Ganesha, uma das divindades mais populares do Hinduísmo.
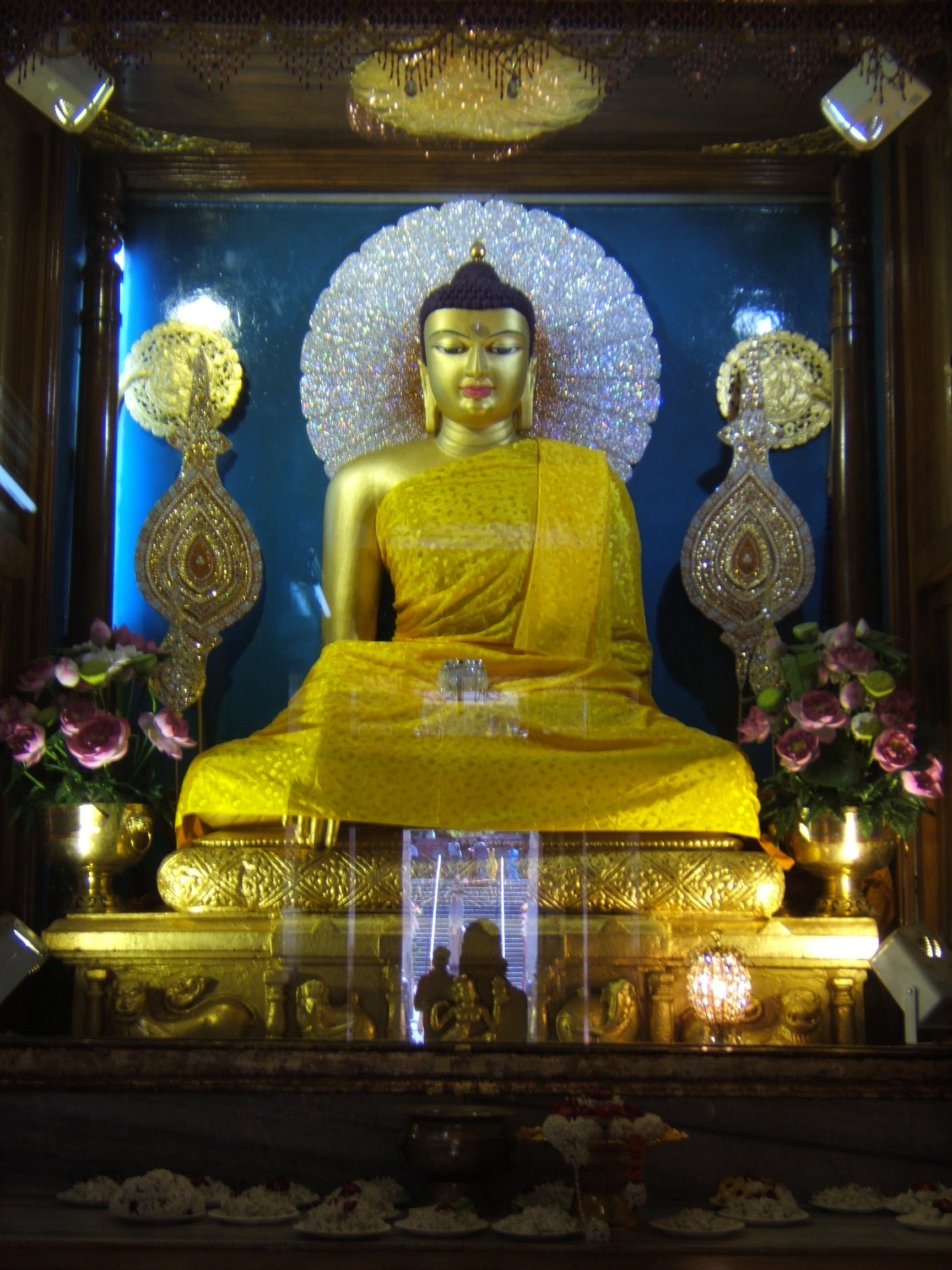
Estátua de Buda no Templo de Mahabodhi, Bodh Gaya.
Símbolo Yin e Yang.
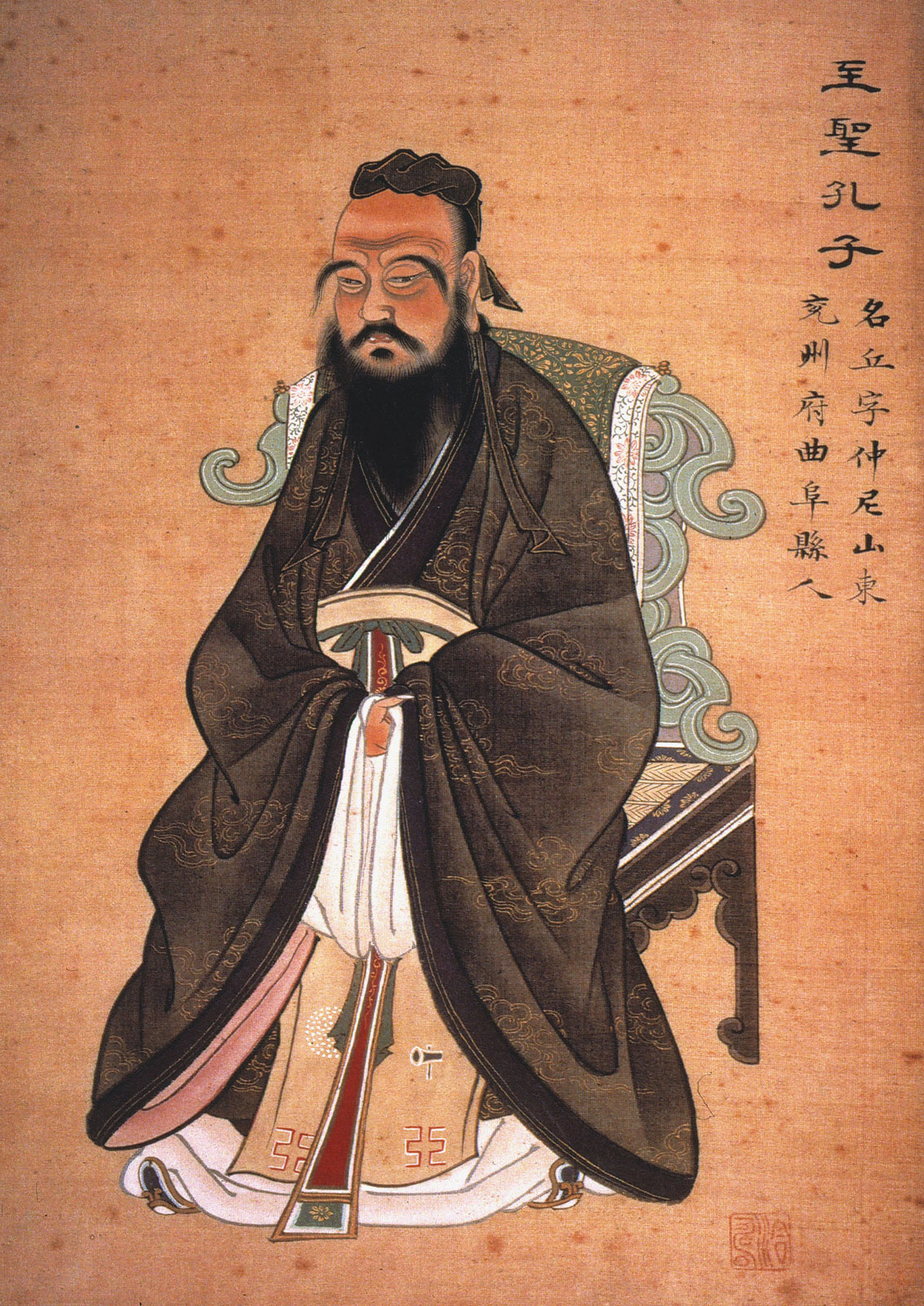
O sábio Confúcio.
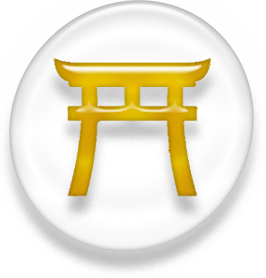
Símbolo do xintoísmo.

### Citada
- Robinson, Catherine A. (2006), Interpretations of the Bhagavad-Gītā and images of the Hindu tradition: the Song of the Lord, ISBN 9780415346719, Routledge
- Smith, Wilfred Cantwell; Hick, John (1991), The meaning and end of religion, ISBN 9780800624750, Fortress

### Complementar
- Armstrong, Karen. Uma História de Deus. São Paulo, Companhia das Letras, 1994..
- Padovani, Umberto; Castagnola, Luís. História da Filosofia (15ª ed.). São Paulo, editora Melhoramentos, 1990.